# Brasil en la Copa Mundial de Fútbol de 1954
La edición de 1954 del torneo, en Suiza, marcó la quinta participación de la selección brasileña de fútbol en una Copa Mundial de Fútbol. Fue y sigue siendo el único país que participó en todas las ediciones del torneo FIFA, hecho que persiste hasta la edición de la Copa Mundial 2022.
Era la primera vez que la Seleção vestía un uniforme con camiseta amarilla y pantalón azul. Después de la derrota en el Mundial de 1950, el antiguo uniforme (camisa blanca y pantalón azul utilizado desde 1919) fue considerado una de las fuentes de mala suerte. En 1953, el profesor y periodista gaúcho Aldyr García Schlee venció a otros trece candidatos en el concurso para elegir el nuevo uniforme. Como ganador, recibió un puesto permanente en Maracanã, una prácticas como diseñador en el ahora desaparecido periódico Correio da Manhã y una suma de dinero.
El equipo de 1954 estuvo dirigido por Zezé Moreira. Era la primera vez que la selección brasileña competía en las eliminatorias. El capitán era Bauer.

## Preparación
Flávio Costa, seleccionador de Brasil desde 1945 fue sustituido por Zezé Moreira. Zezé prometió algo nuevo, "marcar por zona". Pero la formación seguía siendo 3-2-2-3, W-M. Zezé tomó fuerza al ganar el Campeonato Panamericano de Fútbol 1952 en Chile. Primer logro de la selección brasileña en el exterior. Brasil también quedó subcampeón del Campeonato Sudamericano 1953.
Antes del Mundial, Brasil obtuvo seis victorias consecutivas, pero el fútbol no convenció. El partido de despedida fue una victoria por 2 a 0 ante el Milionários en el Maracanã, en el que el equipo fue abucheado. Zezé Moreira respondió: "Los abucheos injustificados tuvieron para mí la satisfacción de demostrar que los jugadores nacionales tienen la moral alta. Sí, porque cualquier equipo habría sucumbido, fatalmente, a tantas expresiones de descontento". El periodista Mario Júlio Rodrigues se hizo eco: "Bueno, lo que pasa es que apareció un entrenador. Y con este entrenador terminamos ganando el único título en tierras que no son nuestras. Este mismo entrenador que jugó once partidos y no perdió ninguno. ¿Qué podemos hacer? ¿Queremos más?”.
El periodista austriaco Willy Meisl, hermano de Hugo Meisl, entrenador del Wunderteam, analizó un mes antes del Mundial: "Quienes asistan al próximo Mundial no verán a Zizinho, Ademir o Jair. El entrenador brasileño, Zezé Moreira, que llevó a Brasil a la victoria en el último Campeonato Panamericano en Santiago, seleccionó nuevos hombres y construyó una poderosa defensa, basada en el famoso sistema del Arsenal de Inglaterra, es decir, un sistema de "marcaje de zonas". Pero si bien la defensa brasileña es sin duda más poderosa que hace cuatro años, la línea de delanteros no es tan excepcional como su predecesora. (...) Los brasileños dicen que Julinho es el mejor puntero del mundo, lo que dicen los ingleses sobre Tom Finney. Los expertos dicen que Julinho es una mezcla de Stanley Matthews y el famoso goleador Gunnar Nordahl.
Al salir de Brasil, la delegación fue recibida por el presidente Getúlio Vargas, quien pronunció un discurso y se despidió de la delegación. El 22 de mayo, en un avión de Panair, Brasil viajó con una numerosa delegación, que incluía, además de veintidós jugadores, un entrenador, un médico, un masajista, un guardarropa y un cocinero, el presidente honorario y un secretario del CDB, el jefe de la delegación y su secretaría, dos delegados, dos asesores, dos invitados de honor, un periodista de agencias y otro de la revista CBD.

## Clasificación

### Grupo 11
| Pos. | País     | J         | G         | E         | P         | GF        | GC        | GD        | Pts       |
| ---- | -------- | --------- | --------- | --------- | --------- | --------- | --------- | --------- | --------- |
| 1    | Brasil   | 4         | 4         | 0         | 0         | 8         | 1         | +7        | 8         |
| 2    | Paraguay | 4         | 2         | 0         | 2         | 8         | 6         | +2        | 4         |
| 3    | Chile    | 4         | 0         | 0         | 4         | 1         | 10        | −9        | 0         |
| —    | Perú     | Abandonó  | Abandonó  | Abandonó  | Abandonó  | Abandonó  | Abandonó  | Abandonó  | Abandonó  |
| —    | Bolivia  | Expulsado | Expulsado | Expulsado | Expulsado | Expulsado | Expulsado | Expulsado | Expulsado |

| 28-1-1954 | Chile | 0–2 | Brasil           | Santiago, Chile        |                        |
|           |       |     | Baltazar 38' 63' | Árbitro(s): Vincentini | Árbitro(s): Vincentini |

| 7-3-1954 | Paraguay     | 0–1 | Brasil | Asunción, Paraguay  |                     |
|          | Baltazar 52' |     |        | Árbitro(s): Steiner | Árbitro(s): Steiner |

| 14-3-1954 | Brasil       | 1–0 | Chile | Río de Janeiro, Brasil |                     |
|           | Baltazar 35' |     |       | Árbitro(s): Steiner    | Árbitro(s): Steiner |

| 21-3-1954 | Brasil                                        | 4–1 | Paraguay     | Río de Janeiro, Brasil |                        |
|           | Botelho 60' 85' · Baltazar 62' · Maurinho 90' |     | Martínez 75' | Árbitro(s): Vincentini | Árbitro(s): Vincentini |

## Campaña en las eliminatorias
Brasil debutó en las Eliminatorias al vencer a Chile 2 a 0. Humberto por Baltazar. Julinho a Baltazar. Paraguay 0 a 1 Brasil. Julinho a Baltazar. Brasil 1-0 en Chile en el Maracaná. Gol de Baltazar a pase de Didi. Humberto fue abucheado mucho por la afición. En la última jornada, 4-1 en Paraguay en el Maracaná. Pinga a Julinho. 1 a 0. Maurinho a Baltazar. Romerito a Martínez. 2 a 1. Pinga a Julinho. 3 a 1. Didi a Maurinho.

### Goleadores
5 goles
- Baltazar

2 goles
- Júlio Botelho

1 gol
- Maurinho

### Asistencias
2 asistencias
- Júlio Botelho
- Pinga
- Didí

1 asistencia
- Humberto Tozzi
- Maurinho

## Campaña
El debut de Brasil fue contra México. Vitória fácil por cinco a cero. Pinga para Baltazar. 1 a 0. Didi lanzando un tiro libre. 2 a 0. Didi a Pinga. 3 a 0. Didi a Pinga. 4 a 0. Didi a Julinho. 5 a 0.
El segundo partido del equipo brasileño fue contra la Yugoslavia. Un empate clasificaría a ambas selecciones, pero Brasil siguió presionando, para desesperación de los yugoslavos. El error sólo se solucionó cuando todos estaban en los vestuarios. Después del empate en el tiempo reglamentario, llegó la prórroga y los brasileños pensaron que necesitarían un partido de desempate. Milic a  Czebec. 0 a 1. Nilton Santos para Didi. 1 a 1.
En cuartos de final, el rival fue precisamente la sensación del torneo, la Hungría. El astro Ferenc Puskás, lesionado, no jugó. Aun así, Brasil se vio completamente envuelto por rivales que abrieron una ventaja de dos goles en menos de 10 minutos de juego. Hidegkuti en rebote defensivo y Kocsis cabecea un centro de Hidegkuti. Índio sufrió un penalti de Buzánszky. Djalma Santos bateó y convirtió. 2 a 1. En la segunda parte, Pinheiros cortó un pase de Hidegkuti a Kocsis, penalti polémico para Hungría. Lantos cobró. 3 a 1. Didi a Julinho con un disparo lejano. 3 a 2. Después de que Brasil redujo, Nilton Santos y el capitán húngaro Bozsik intercambiaron agresiones y los dos fueron expulsados. Julinho fue derribado en el área y Brasil reclamó penalti. Humberto pateó a Kocsis y fue expulsado. En el minuto 43 Czibor centró y Kocsis cabeceó. 4 a 2. La prensa brasileña culpó a la actuación del árbitro Arthur Ellis alegando que no hubo penalti para el segundo gol húngaro y que el cuarto gol estaba en fuera de juego. La prensa británica llamó al juego de Batalla de Berna.
La crónica deportiva criticó al técnico Zezé Moreira por haber insistido en la selección del jugador Humberto Tozzi. Zezé respondió: "Está más que demostrado que Humberto es un gran jugador. El hecho de que no haya marcado goles es un mero detalle. Válter del Vasco y Evaristo del Flamengo, también le fallaron goles contra Chile. ¿Han dejado de ser grandes jugadores?". Mário Filho: "Zezé Moreira pensando que lejos de Brasil, es decir, lejos de los abucheos, de los periódicos, de las radios, Humberto volvería a ser goleador. Cuando llegó el momento, "Lo pusieron en campo y precisamente contra Hungría. Humberto no marcó gol, se desesperó, le dio una patada a un húngaro y lo expulsaron del campo".
En una entrevista en 1995, Zezé reconoció: "Fui víctima de la falta de experiencia. Fui seleccionador en el Mundial del 54 en Suiza sin haber estado nunca en Europa. La mayoría de los jugadores, también. Todo fue una sorpresa".
El uruguayo Juan Alberto Schiaffino, presente en el Maracanazo, se mostró decepcionado con la selección: "Al contrario, encontré a Brasil disminuido. Más allá de los aspectos tácticos y de su natural progreso físico, entiendo que carecía de potencial humano. Considerado individualmente, no estaba formado por los fenómenos de 1950. Algunos titulares de ese torneo, algunos otros que habían sido reservas y otros jugadores jóvenes no hicieron esa máquina."
El periodista David Nasser criticó la ausencia de los jugadores en el Mundial de 1950: "¿Por qué no convocaron a Zizinho y Ademir? Con Zizinho y Ademir, Brasil también podría perder contra Hungría, que nos ganó sin Puskas. Pero eso todavía no lo sabemos. No fue puesto a prueba. Nunca hemos visto realmente un partido en el que se enfrentaran la mayor fortaleza del fútbol húngaro y la mayor fortaleza del fútbol brasileño. Entre nosotros: Julinho, Zizinho, Ademir, Jair y Maurinho, ¿no habrían abierto la defensa húngara?".

## Goleadores
2 goles
- Didí
- Júlio Botelho
- Pinga

1 goles
- Baltazar
- Djalma Santos

## Asistencias
4 asistencias
- Didí

1 asistencia
- Pinga
- Nilton Santos
- Humberto Tozzi

## Jugadores
Estos fueron los 22 jugadores convocados para el torneo:

## Resultados
Brasil fue eliminado en los cuartos de final.

### Grupo 1
| País       | J | G | E | P | GF | GC | PTS |
| ---------- | - | - | - | - | -- | -- | --- |
| Brasil     | 2 | 1 | 1 | 0 | 6  | 1  | 3   |
| Yugoslavia | 2 | 1 | 1 | 0 | 2  | 1  | 3   |
| Francia    | 2 | 1 | 0 | 1 | 3  | 3  | 2   |
| México     | 2 | 0 | 0 | 2 | 2  | 8  | 0   |

| 16 de junio de 1954 | Brasil                                                | 5–0     | México | Charmilles Stadium, Geneva                                  |                                                             |
|                     | Baltazar 23' · Didi 30' · Pinga 34' 43' · Julinho 69' | Reporte |        | Asistencia: 13,470 espectadores Árbitro(s): Raymon Wyssling | Asistencia: 13,470 espectadores Árbitro(s): Raymon Wyssling |

| 19 de junio de 1954 | Brasil   | 1–1 (t. s.) | Yugoslavia | Stade Olympique de la Pontaise, Lausanne                      |                                                               |
|                     | Didi 69' | Reporte     | Zebec 48'  | Asistencia: 24,637 espectadores Árbitro(s): Charlie Faultless | Asistencia: 24,637 espectadores Árbitro(s): Charlie Faultless |

### Cuartos de final
| 27 de junio de 1954 | Hungría                                          | 4–2     | Brasil                                 | Wankdorf Stadium, Berna                                  |                                                          |
|                     | Hidegkuti 4' · Kocsis 7' 88' · Lantos 60' (pen.) | Reporte | Djalma Santos 18' (pen.) · Julinho 65' | Asistencia: 40,000 espectadores Árbitro(s): Arthur Ellis | Asistencia: 40,000 espectadores Árbitro(s): Arthur Ellis |